# Castro de Vigo
El castro de Vigo es un poblado castreño situado en una pendiente del Monte del Castro de Vigo, en Galicia. Los restos excavados pertenecen a una pequeña parte del poblado que se extendería por las caras del monte, habitado entre el siglo II a. C. y el siglo III d. C. Fue abandonado pacificamente, probablemente por el traslado de sus habitantes a la zona del Areal, más próxima al mar.
Basándose en la información proporcionada por el yacimiento y por otros castros similares, se reconstruyeron tres de las viviendas del poblado, que ilustran un momento inicial de ocupación romana. Estas son una vivienda circular con vestíbulo anexo, un almacén y una vivienda cuadrangular posterior a la conquista romana.